# Tephrosia spinosa
Tephrosia spinosa es una especie de planta fanerógama del género Tephrosia de la familia de las fabáceas, originaria de India, Sri Lanka, Malasia e Indonesia.

## Propiedades
Eupalitin 3-O-β-D-galactopyranosida, un glucósido de flavonol de la eupalitin, puede ser aislado de T. spinosa. Tephrospinosin (3′,5′-diisopentenyl-2′,4′-dihydroxychalcone),  una chalcona, puede ser aislado de la raíz.

## Taxonomía
Tephrosia spinosa fue descrita por (L.f.) Pers. y publicado en Synopsis Plantarum 2(2): 330. 1807.
Etimología
Tephrosia: nombre genérico que deriva de las palabras griegas: τεφρος (tephros), que significa "ceniciento", en referencia a la coloración grisácea dado a las hojas por sus densos tricomas.
spinosa: epíteto latíno que significa "con espinas"
Sinonimia
- Galega spinosa L.f.[6]